# 精神分析学
精神分析学（英語：Psychoanalysis）是19世纪末期由奥地利的西格蒙德·弗洛伊德創立的一门学科。

## 簡介
在1922年，弗洛伊德从研究方法、治疗方法、理论体系三个方面对「精神分析」学科做出了界定：
1. 一种对心灵过程的研究方法，而这些心灵过程几乎不能通过其他任何方法进行研究；
2. 一种基于上述研究的治疗方法，用于治疗神经症障碍；
3. 根据这些方法获得的心理信息的集合，这些信息正逐渐积累成为一门新的科学学科。[1]

作为一门关于无意识的学科，精神分析的基础是精神決定論的假设：在心灵中产生的想法或行为不是任意的，而是有其意义、有其原因的，这些意义和原因可以通过探索无意识来发现。也因此，精神分析从发迹之初就关注癔症症状、梦、诙谐、过失行为、性欲这些能够充分揭示无意识的现象。
精神分析自诞生以来，一直饱受精神分析运动内外的批评和争论，包括生物主义、泛性论、科学性、治疗效果等等。

## 历史

### 背景
精神分析的奠基人弗洛伊德是一位神经科学家，是神经元理论方面的先驱。1876年-1882年，弗洛伊德曾在他的老师恩斯特·布吕克的研究所从事神经生理学研究，并在他的引荐下认识了维也纳同行約瑟夫·布洛伊尔。1882年，弗洛伊德聆听了布洛伊尔治疗年轻女子安娜·O获得成功的报告，使弗洛伊德第一次意识到采用催眠治疗癔症患者的可能性。1885-1886年，弗洛伊德到巴黎拜著名前辈让-马丹·沙可為師，跟随后者摒弃了古代将癔症归咎于子宫刺激的看法，并将其归入功能神经性疾病或神经症之列，以与器质性神经性疾病加以区别。
1895年，布洛伊尔和弗洛伊德孕育了15年的临床观察报告《癔症研究》得到发表。《癔症研究》把癔症和创伤性神经症相类比，虽然主要基于催眠和暗示采用宣泄疗法，但也出现了基于自由联想的谈话疗法，后者是后来精神分析的主要治疗手段。

### 兴起
1895年《癔症研究》发表后，弗洛伊德与布洛伊尔决裂。精神分析一词的首次出现是在弗洛伊德1896年的《遗传和神经症的病因》一文中。当时，弗洛伊德把这个学科的发明归功于布洛伊尔。之后不久，1897年夏，弗洛伊德开始在给他的密友威尔海姆·弗利斯的信中进行自行分析，借此发现了俄狄浦斯情结和幼儿性欲等精神分析的核心观点。
随后，1900年弗洛伊德的《释梦》出版；1901年出版的《日常生活中的心理病理学》颇为流行；1905年，弗洛伊德又出版了《诙谐及其与无意识的关系》。这些关于神经症症状、梦、过失行为、诙谐的文献出版标志着精神分析这门学科的兴起。

### 扩张
弗洛伊德有多位有名的弟子，包括有
- 薩德·費倫齊
- 欧内斯特·琼斯
- 奥托·兰克
- 安娜·弗洛伊德（弗洛伊德最小的女兒）
- 卡尔·荣格

## 內容
尽管精神分析有许多派别之分，这些派别大都跟随弗洛伊德，继续强调无意识对心理生活的强大影响。
实际上，精神分析的研究方法就在于揭示无意识的意义，揭示语词、行动、关于特定对象的想象产物（如梦、幻想、妄想等）的无意识意义；而精神分析的治疗方法正是基于这种对无意识心理的研究，以对抵抗、转移、欲望的解释为特征。:367
弗洛伊德最初治疗病人时，倾听病人对他的倾诉，认真对待他们的话语，让他们讲述自己的记忆。在他之前，布洛伊尔和沙可并不会这样对待癔症患者。因此可以说，精神分析从一开始就是谈话治疗，而言说就是精神分析的“手术刀”和“手术对象”。这样的研究和治疗方法促使弗洛伊德探索人类的无意识心理，并由此制定了一系列以分析者为中心（自二十世纪中叶以来，分析者（analysand）替代了病人（patient）和被分析者（analysed）的称呼）的临床准则：
1. 自由联想法要求分析者说出他在分析中想到的任何事情。看似毫无关联、不可理解的诸多想法在分析师的解释下联系到一起，并最终产生了代表着无意识内容的观念。在自由联想法背后，假设了精神决定论。
2. 解释，尤其是对梦的解释，在弗洛伊德看来是“了解无意识的必经之路”。[6]
3. 关注口误或弗洛伊德式错误。治疗过程中，分析者可能会出现口误，而分析师甚至是分析者本人则会假定无意识在其中显现，尝试理解其中的意义。
4. 分析日常行为，特别是遗漏、遗忘和疏忽。这些行为反映了无意识和前意识-意识之间的心理冲突，前者扰乱或切断了后者的运作。精神分析因此假定了分析者身上无意识的心理冲突，是分析中的关键。

### 精神决定论
精神决定论指的是所有心理过程都不是自发的，而是受无意识或情结决定的。换句话说，不存在无意义、孤立的心理事件，“受查问时恰巧发生这一联想，而不发生另一联想”的事实背后一定有其原因。弗洛伊德的这个假说得到了苏黎世学派（尤其是荣格）的证实。

我固守着一个偏见。这种偏见的科学合理性几年后被我的朋友荣格及其在苏黎世的弟子们所证实了[……]我很重视心理过程是被严格决定的这种观点，我觉得很难相信患者在注意力高度紧张时产生的观念具有随意性，而且与我们正在寻找的那个观念毫无关系。
与精神决定论的假说直接相关的是精神因果性的假说。简言之，弗洛伊德认为，日常生活现象（梦、过失行为、诙谐、失败、创造等）以及神经症和精神病症状的起源就在于无意识的心理过程（相互冲突的冲动、结构性冲突、自恋性投注、对象投注等）以及防御机制（压抑、否认、分裂、拒绝等）。随着精神分析理论的发展，精神因果性和精神决定论的内容也逐渐丰富。例如，雅各·拉岡就用语言结构或能指链条来刻画无意识的决定性作用。
精神决定论要求精神分析的临床采取自由联想的方法，在分析者自由联想的话语中透过观念的连续与断裂、同一与差异、重复与创造等特征来对其无意识意义进行解释。

### 释梦
对梦的解释是精神分析治疗方法的另一大支柱。正如弗洛伊德本人所言，梦是通往无意识的康庄大道。:610这种通过解释产生意义的方法可以推广到梦以外精神分析实践中许多其他的维度，包括解释症状、文本、影视作品等等。
弗洛伊德首先建立了神经症症状与梦的关联。和神经症症状一样，梦也被主体知觉为一种外来的观念，尽管主体往往并不清楚这些观念的来源。
不同于认为梦是无意义或只具有某种生理学意义的进路，也不同于“周公解梦”般象征主义（例如，梦到“蛇”就一定等于生殖，梦到“掉牙”就一定等于阉割）的进路，弗洛伊德的释梦方法认为“梦的本质是梦的工作”，强调每一个个体在特定的处境下形成梦的特殊之处。换句话说，梦背后的意义并不是首要的，真正重要的是梦如何从某些可理解的思维（潜梦）转变为呈现给我们的不可理解的思维或图像（显梦）。这个观点假定了梦是多元决定的，即梦本身的形成、梦的各个要素都是由许多的其他要素共同决定的，也因此梦（显梦）不可能只有一两重意义（潜梦），梦的元素也不可能直接具有某种普世的象征意义。
梦的工作有许多种机制，包括：
1. 凝缩：梦中的某个观念同时代表了许多不同的联想或观念。这主要是通过省略实现的，例如，“一个梦写出来只有半页纸，则对梦的隐意的解析所占的篇幅可长达六、八以至十几倍。”[10]:278凝缩相当于拉康借鉴的结构主义语言学中的隐喻概念。
2. 移置：梦中的某个观念偏移或扭曲到了与它相关的另一个观念上。这意味着移置前的观念其强度受到了削弱。例如，对父亲的恐惧可能会移置到对马的恐惧上，移置后对父亲的恐惧就几乎消失了。这相当于拉康所说的转喻。
3. 关于表现力的考虑（Rücksicht auf Darstellbarkeit）：在依附于主要梦念的各种继发的思想中，易于成为视觉表象的常被优先选择；不大适合的思想也会被重新改造成一种新的语言形式。[10]:344
4. 二次修饰：受制于审查作用，梦的材料会受到种种润饰。也就是说，在醒后接受解释之前，梦已经被解释过一次了。[10]:493

释梦通常包括以下的步骤：
1. 分析：对梦进行记录，并（最好是在一天中最清醒的时刻）对梦的每个要素进行尽可能多的联想，尤其要注意联想受阻时的要素。
2. 综合：找到每个要素及其联想之间有共性的地方。
3. 解释：用可理解的方式把这些有共性的地方叙述成一个或多个解释。

释梦的主要目的是透过梦揭示主体的无意识欲望，因为“梦是欲望的满足”:119。

### 屏记忆
像遗忘和失忆一样，屏记忆也是被压抑者和对被压抑者的防御这两者之间的妥协。:1555顾名思义，屏记忆既像“屏障”一样阻挡了实在事件向主体的呈现，也像“屏幕”一样以某种扭曲的方式把记忆呈现了出来。弗洛伊德对屏记忆的关注源于他所发现的这个事实：幼年失忆。“我们从其他人那里了解到，在[幼年时期]里，我们对印象的反应非常活跃，但在我们后来的记忆中，除了一些无法理解的零碎回忆之外，我们什么也没有留下。”这说明我们幼年时期的记忆并非彻底消失了，而是以移置的方式使一些无关紧要的细节获得了强调。这是因为幼年时期的遭遇往往对成年人有根本、深刻、乃至创伤性的效果，往往难以为意识或自我所接纳，因此以屏记忆这种妥协的方式呈现了出来。
精神分析必须要对屏记忆进行解读，只有这样才能发现屏记忆所代表的致病性的创伤要素。尽管它们幻想性的一面往往具有感染力，常常使人忘记它们屏蔽性的一面，但它们本质上是防御性的，掩盖了自我所不能接受的东西。
对屏记忆的解释类似于对梦的解释，这一点弗洛伊德在其“记忆、重复与修通”一文中进行了澄清。:1555一方面，这些记忆不能照单全收，就像梦或患者的诱奸幻想一样并不一定与现实吻合；但另一方面，屏记忆（以及梦、诱奸幻想）又是精神现实的体现，对患者本人来说是以实在事件的方式起作用的。因此，弗洛伊德要求分析师学习精神分裂患者“把词当物对待”的认真精神，从字面意义上对屏记忆进行解读。在解碼屏记忆这种形成无意识时，弗洛伊德就像一名语言学家，尽管语言学在当时仍是一门新兴学科。

## 理論体系
在元心理学中，弗洛伊德把他的理论分为经济学、区位论和动力学三个部分。其中，经济学涉及到心理能量或冲动的投注与卸载，包括对自保冲动和性冲动或死冲动与生冲动的讨论等；区位论则分为弗洛伊德前期提出的包括意识、前意识、无意识三部分的第一区位论，以及后期包括“它”、自我与超我三部分的第二区位论；动力学涉及到诸如防御（包括压抑）、抵抗、转移等动力学机制的讨论。
弗洛伊德本人认为，精神分析理论的基石是：
1. 无意识
2. 抵抗
3. 压抑
4. 性
5. 俄狄浦斯情结 [1]

### 疾病分类学
精神分析首先研究的疾病是癔症，属于神经症的一类。但弗洛伊德并没有止步于此，也研究了同属于神经症的强迫症和恐惧症等；尽管他认为精神病人因不具有转移能力而难以进行精神分析，他还是对属于精神病的精神分裂和偏执狂进行了研究，甚至参与到了精神病学关于精神分裂命名（布洛伊勒命名为精神分裂（schizophrenia），克雷丕林命名为早发性失智或早发性痴呆（dementia praecox），弗洛伊德命名为偏执分裂（paraphrenia））的讨论中。
根据拉普朗虚和彭大历斯的描述，精神分析采用的疾病分类学如下表:268：
| 1915年   | 现时神经症 | 精神神经症 | 精神神经症   | 精神神经症   | 精神神经症        |
| 1915年   | 现时神经症 | 转移神经症 | 转移神经症   | 自恋神经症   | 自恋神经症        |
| 1924年   | 现时神经症 | 神经症     | 自恋型神经症 | 自恋型神经症 | 精神病            |
| 1960年代 | 心身疾病   | 神经症     | 精神病       | 精神病       | 精神病            |
| 1960年代 | 心身疾病   | 神经症     | 躁狂-抑郁症  | 躁狂-抑郁症  | 偏执狂-精神分裂症 |

尽管精神分析各流派采用的疾病分类学不尽相同，但大都承认神经症和精神病的分类。这种分类的依据在于幼年时期对俄狄浦斯情结的克服程度，即神经症的选择。除了从症状的角度看待这些疾病外，也有如雅克·拉康从结构的角度看待疾病，认为神经症的选择是伴随一生的、几乎不可改变的——每个成年人要么是神经症、要么是性倒错、要么是精神病主体，而不存在占据多个结构的主体或不占据结构的边缘主体，也根本不存在所谓的正常人，“正常”就等同于神经症。
| 拉康的疾病分类学 | 神经症 | 神经症 | 神经症 | 性倒错 | 精神病   | 精神病 | 精神病 |
| 拉康的疾病分类学 | 恐惧症 | 癔症   | 强迫症 | 性倒错 | 精神分裂 | 偏执狂 | 其他   |

## 基本原则
精神分析学的基本原则如下：

弗洛伊德心理理论图解

1. 包括遗传的性格构造在内，人心理的发展是由幼时的经历决定的。
2. 人类的行为，经历和认知大部分是由非理性的欲望所决定的。
3. 这些欲望大多是无意识的。
4. 试图将这些无意识的欲望引至意识层面会引起自身保卫机制的心理抵抗。
5. 意识与潜意识（被抑制的）與現實之间的矛盾会引起心理疾病如精神衰弱等。
6. 这些被抑制的潜意识可以通过专业手段来使患者意识到。[16]

精神分析对精神病学产生的持久影响是不可忽视的。此外，由於弗洛伊德創新性的提法，在文學、哲學、心理學上都產生強大的效應，歐美國家開始了關於心理現象的多方面硏究。

## 當代發展
目前，以拉康為系統的世界性精神分析學組織是世界精神分析学会 (WAP)，會員以南美及非英語國家為主。現時，IPA及WAP之間均有大量會員參與，WAP英語地區的有關機構不多，大致有以下的比較有名：
- London Society of New Lacan School  英國的拉康學校，是WAP在英語世界的主要機構，也是School One的唯一英語地區單位。
- The Centre for Freudian Analysis and Research (CFAR)英國歷史最悠久的訓練中心，有名的學者包括Bernard Burgoyne, Darian Leader, Ian Parker，中心更參與Middlesex大學的心理分析學碩士課程。
- Lacan Dot Com是美國的雜誌，是拉康理論在美國的主要根基。
- San Francisco Society for Lacanian Studies 三藩市組織是其中一個較長歷史的訓練中心。
- Australian Centre for Psychoanalysis澳洲的拉康系組織，也提供大學學位課程。
- Psychoanalytic Initiative in Hong Kong（http://www.lacansociety.com/） （页面存档备份，存于）香港成立的獨立組織，提供心理分析訓練。

## 其他學派分支
精神动力学是二十世紀較後期的產物，由弗洛伊德理論衍生的，有多種精神治療方法，其中有稱為精神治療法（psychotherapies）或精神動力學等名稱。
另一位從來沒有和弗洛伊德有直接關係的法國精神科醫生雅各·拉康，則成為弗洛伊德之後最具影响力的精神分析學理論家，並以「回歸弗洛伊德」為口號，和国际精神分析学会 （IPA）在理論和組織政治上展開長達30年的論戰。其中對於美國精神分析家的理論傾向，拉康反對過分強調自我作為修補機制的自我心理学，並強調應重返弗洛伊德關於潛意識、本我（id）的論說。这导致了拉康二十多年的教学围绕回到弗洛伊德的本质：无意识及其实践，其理论根本地改变了精神分析在欧陆以及南美等地的影响。

## 批评
古典精神分析理论最致命的弱点是它忽略了外在的社会因素对人格发展的影响，从而把人格的发展看成是一个可以独立于外部世界的封闭的体系。同时弗洛伊德对性因素的过分强调使得他的追随者也不能容忍，被他视为左膀右臂的阿德勒和荣格先后退出其学派证明了这一点。

## 相关链接
- 潛意識
- 心理結構
- 本我、自我與超我
- 伊底帕斯情结（戀母情結）
- 創傷理論
- 性心理發展（口腔期、肛門期、性器期、潛伏期、生殖期）
- 防衛機制
- 移情、反移情
- 力比多说与人类本能论
- 梦的解析
- 文艺学与精神分析
- 死亡驅力

### 引用
1. 1 2  Sigmund Freud. James Strachey , 编. . London: Hogarth. 1955: 235 – 259 （英语）.
2. ↑  奎诺多, 让-米歇尔. . 由陆泉枝翻译. 上海: 上海译文出版社. 2016: 5–7.
3. ↑  Freud, Sigmund. . London: Hogarth. 1962: 151.
4. ↑  Freud, Sigmund. Bonaparte, Maire; Freud, Anna; Kris, Ernst , 编. . 1954: 30.
5. 1 2  Jean Laplanche; Jean-Bertrand Pontalis. . London: Karnac. 1988.
6. ↑  Sigmund Freud. . Paris: Payot. 1909: 38.
7. ↑  西格蒙德·弗洛伊德; 由高觉敷翻译. . 北京: 商务印书馆. 2004: 77.
8. ↑  . 心理学空间.   [2024-04-13]. （原始内容存档于2024-07-19）.
9. ↑  .   [2024-04-13]. （原始内容存档于2023-01-20）.
10. 1 2 3 4 5  西格蒙德·弗洛伊德; 由孙名之翻译. . 北京: 商务印书馆.
11. 1 2  de Mijolla, Alain. . Thomson Gale. 2005.
12. ↑  Freud, Sigmund. . London: Hogarth. 1953: 174.
13. ↑  Sigmund Freud. . Hogarth. 1957: 181.
14. ↑  西格蒙德·弗洛伊德. . 上海: 上海社会科学院出版社. 2014: 375.
15. ↑  Melvin Klivinen. .   [2024-04-17]. （原始内容存档于2024-04-17）.
16. ↑  Erich Fromm（1992:13–14）The Revision of Psychoanalysis
17. ↑  Sadock, Benjamin J. and Sadock, Virginia A. Kaplan and Sadock's Synopsis of Psychiatry. 10th ed., Lippincott Williams & Wilkins, 2007, p. 190.
  - Michels, Robert（英语：Robert Michels (physician)）. "Psychoanalysis and Psychiatry: A Changing Relationship" （页面存档备份，存于）, American Mental Health Foundation.